# Gwint prostokątny
Gwint prostokątny – najstarszy rodzaj gwintu stosowany w połączeniach ruchomych. Cechuje się największą sprawnością, ale i najmniejszą wytrzymałością. Gwinty te nie zostały znormalizowane. Podziałkę P i średnicę nominalną d wyznacza się na podstawie normy gwintów trapezowych symetrycznych.